# Het mysterie van St. Eustache
Het mysterie van St. Eustache is het eerste boek van de Nederlandse auteur Havank (pseudoniem van Hans van der Kallen).

De eerste uitgave dateert uit 1935.

## Plot
Crimineel in ruste Samuel Goldstream bewoont de oude St. Eustache burcht in Frans-Vlaanderen. Omdat hij het kasteel vijftien jaar bewoont geeft hij een feest waarvoor ook hoofdinspecteur Silvère is uitgenodigd. 
Zoals het elk kasteel betaamt, heeft ook deze een spooklegende.
Echter blijkt de legende tot leven te komen, het spook vermoordt  
bewoners van het oude kasteel.
Hoofdinspecteur Silvère weet samen met zijn Nederlandse vriend,
de Amsterdamse hoofdinspecteur Uyttenbogaert, de Curé (pastoor) van het nabijgelegen dorp en zijn goede vriend de Franse verslaggever Jean d' Aubry een einde te brengen aan de dreiging die de bewoners van het kasteel van St. Eustache teistert.
Natuurlijk maakt Silvère ook gebruik van de talenten van Charles C.M. Carlier die niet voor niets De Schaduw wordt genoemd. Op pagina 42 doet deze zijn intrede in het verhaal: "Een kort, enigszins gedrongen ventje, met een renteniers-uiterlijk trad het vertrek binnen."